# 2020년 8월
| 2020년: 1월 · 2월 · 3월 · 4월 · 5월 · 6월 · 7월 · 8월 · 9월 · 10월 · 11월 · 12월 |

| \| 2020년 8월 1일 (토요일) \| \| 편집 \|                                                                                            |  |      |
| 보건 - 코로나19 범유행 - 대한민국의 0시 기준 확진자 수가 14,336명으로 집계되었다. 전날 0시 대비 31명(국내 8, 해외유입 23)이 늘었다. |  |      |
| 2020년 8월 1일 (토요일) |  | 편집 |

| 2020년 8월 1일 (토요일) |  | 편집 |

| \| 2020년 8월 2일 (일요일) \| \| 편집 \| |  |      |
| 과학과 기술 - 민간 유인 우주선인 크루 드래곤(Crew Dragon)이 국제우주정거장(ISS)에서 62일간의 임무를 마치고 스플래시다운(Splashdown, 바다 위 착륙 방식)으로 귀환하였다. 스플래시다운 방식의 우주비행사 귀환은 45년 만이다. 스페이스 X는 6주간 크루 드래곤을 보수한 뒤, 네 명의 우주비행사를 다시 우주정거장으로 보낼 예정이라고 밝혔다. 크루 드래곤은 승무원 2명을 태우고 지난 5월 30일 발사에 성공한 바 있다. 5월 31일 ISS 도킹(Docking)에 성공하였으며, 이후 임무를 수행해왔다. 사회 - 도널드 트럼프 대통령이 비상경제권법이나 행정명령 등을 동원해 미국내에서 틱톡의 사용을 막겠다고 밝혀, 논란이 되고있다. 이에 틱톡은 미국 내 사업권을 MS에게 모두 매각하는 방안을 전달했으나, 트럼프 측은 기존의 입장을 고수하고 있다. 보건 - 코로나19 범유행 - 대한민국의 0시 기준 확진자 수가 14,366명으로 집계되었다. 전날 0시 대비 30명(국내 13, 해외유입 17)이 늘었다. |  |      |
| 2020년 8월 2일 (일요일) |  | 편집 |

| 2020년 8월 2일 (일요일) |  | 편집 |

| \| 2020년 8월 3일 (월요일) \| \| 편집 \| |  |      |
| 사고 - 수도권과 중부 지방에 연일 이어지는 강풍으로 댐 또는 둑 붕괴, 교통편 차질 등 사회 기능 구현에 장애가 발생하고 있으며 인명 피해가 발생하고 있다. 보건 - 코로나19 범유행 - 대한민국의 0시 기준 확진자 수가 14,389명으로 집계되었다. 전날 0시 대비 23명(국내 3, 해외유입 20)이 늘었다. - 브라질의 바우테르 소우자 브라가 네투(Walter Souza Braga Netto) 수석장관이 감염증 확진 판정을 받고 자가 격리에 들어갔다. 브라질의 장관급 고위 각료 중에서는 일곱 번째 확진이다. |  |      |
| 2020년 8월 3일 (월요일) |  | 편집 |

| 2020년 8월 3일 (월요일) |  | 편집 |

| \| 2020년 8월 4일 (화요일) \| \| 편집 \| |  |      |
| 보건 - 코로나19 범유행 - 대한민국의 0시 기준 확진자 수가 14,423명으로 집계되었다. 전날 0시 대비 34명(국내 13, 해외유입 21)이 늘었다. 사고 - 2020년 베이루트 폭발 사고: 레바논 수도 베이루트 북부, 지중해 연안에 위치한 베이루트항에서 폭발 사고가 발생하였다. 이 사고로 최소 78명 이상이 숨졌다. |  |      |
| 2020년 8월 4일 (화요일) |  | 편집 |

| 2020년 8월 4일 (화요일) |  | 편집 |

| \| 2020년 8월 5일 (수요일) \| \| 편집 \| |  |      |
| 보건 - 코로나19 범유행 - 대한민국의 0시 기준 확진자 수가 14,456명으로 집계되었다. 전날 0시 대비 33명(국내 15, 해외유입 18)이 늘었다. 재해 - 2020년 한국 집중호우: 대한민국 중부에 장맛비가 계속되면서, 강원도 춘천시에 위치한 소양강댐이 3년 만에 수문을 열고 방류를 시작하였다. 이번 수문 개방은 1973년 10월 댐 완공 이후 열다섯 번째이다. 저수용량이 약 29억 톤인 소양강댐은 수문을 자주 열지 않으며, 앞서 2017년에는 8월 25일 오후 2시부터 28일 정오(낮12시)까지, 나흘 70여 시간 동안 수문을 열어 물을 방류한 바 있다. 정치와 선거 - 바누아투의 샬롯 살와이(Charlot Salwai) 전 총리가 부패 혐의 등으로 기소되었다. 살와이 총리는 2016년 2월부터 2020년 4월 까지 바누아투의 총리로 재임하였다. |  |      |
| 2020년 8월 5일 (수요일) |  | 편집 |

| 2020년 8월 5일 (수요일) |  | 편집 |

| \| 2020년 8월 6일 (목요일) \| \| 편집 \|                                                                                             |  |      |
| 보건 - 코로나19 범유행 - 대한민국의 0시 기준 확진자 수가 14,499명으로 집계되었다. 전날 0시 대비 43명(국내 23, 해외유입 20)이 늘었다. |  |      |
| 2020년 8월 6일 (목요일) |  | 편집 |

| 2020년 8월 6일 (목요일) |  | 편집 |

| \| 2020년 8월 7일 (금요일) \| \| 편집 \| |  |      |
| 국제 관계 - 미국 재무부가 캐리 람 홍콩 행정장관을 비롯해 홍콩과 중화인민공화국 관리 11명을 제재한다고 밝혔다. 제재 대상의 인사들은 미국내 자산 동결 및 거래 금지 등의 조치가 취해진다. 보건 - 코로나19 범유행 - 대한민국의 0시 기준 확진자 수가 14,519명으로 집계되었다. 전날 0시 대비 20명(국내 9, 해외유입 11)이 늘었다. 사고 - 에어 인디아 익스프레스 1344편 착륙 사고: 인도 캘리컷 국제공항에서 항공기의 활주로 이탈 사고가 발생, 최소 18명이 숨졌다. |  |      |
| 2020년 8월 7일 (금요일) |  | 편집 |

| 2020년 8월 7일 (금요일) |  | 편집 |

| \| 2020년 8월 8일 (토요일) \| \| 편집 \| |  |      |
| 보건 - 코로나19 범유행 - 대한민국의 0시 기준 확진자 수가 14,562명으로 집계되었다. 전날 0시 대비 43명(국내 30, 해외유입 13)이 늘었다. 재해 - 2020년 한국 집중호우: 7일 밤 10시 경 침수가 시작된 경상남도 하동군 화개면의 화개장터 및 인근 지역 일대가 완전히 물에 잠겼다. 화개면은 7일과 8일 사이 346mm의 강우량을 기록했고, 화개면의 삼정마을은 531mm의 기록적인 집중호우가 내렸다. |  |      |
| 2020년 8월 8일 (토요일) |  | 편집 |

| 2020년 8월 8일 (토요일) |  | 편집 |

| \| 2020년 8월 9일 (일요일) \| \| 편집 \| |  |      |
| 보건 - 코로나19 범유행 - 전 세계 확진자 수가 2,000만 명을 넘어섰다, 누적 확진자 수는 2,000만 331명, 누적 사망자 수는 73만 3,139명으로 각각 집계되었다. 1,000만 명을 넘어선지 43일 만에 두 배가 늘었다. 전 세계의 확진자 수는 지난 2019년 12월 31일, 중화인민공화국 당국이 후베이성 우한에서의 원인 미상 폐렴 환자 발생을 세계보건기구(WHO)에 보고한 지 6개월여 만인 6월 28일 1,000만 명을 넘어섰었다. - 대한민국의 0시 기준 확진자 수가 14,598명으로 집계되었다. 전날 0시 대비 36명(국내 30, 해외유입 6)이 늘었다. - 미국의 확진자 수가 500만 명을 넘어섰다. 누적 확진자 수는 503만 3,960명, 누적 사망자 수는 16만 2,833명으로 각각 집계되었다. 정치와 선거 - 2020년 벨라루스 시위, 벨라루스의 대통령: 벨라루스에서 대통령 선출을 위한 선거가 실시되었다. 선거 결과 26년째 집권 중인 알략산드르 루카셴카 대통령이 재선이 확정되었으며, 5월부터 이어진 민주화를 요구하는 시위가 격렬해졌다. |  |      |
| 2020년 8월 9일 (일요일) |  | 편집 |

| 2020년 8월 9일 (일요일) |  | 편집 |

| \| 2020년 8월 10일 (월요일) \| \| 편집 \| |  |      |
| 국제 관계 - 미국-중화민국 관계: 알렉스 에이자(Alex Azar) 미국 보건복지부 장관이 타이완을 방문하였다. 1979년 단교 이후, 타이완을 방문한 인사로는 최고위급이다. 에이자 장관은 차이잉원 총통을 접견하고, 보건 분야 양해각서(MOU)를 체결하였다. 중화인민공화국은 하나의 중국 원칙과 관련하여 이는 민감한 문제라고 경고하였다. 보건 - 코로나19 범유행 - 대한민국의 0시 기준 확진자 수가 14,626명으로 집계되었다. 전날 0시 대비 28명(국내 17, 해외유입 11)이 늘었다. 사고 - 모리셔스 인근 해상에서 7월 25일 좌초한 MV 와카시오(MV Wakashio)호에서 지금까지 약 천여 톤의 기름이 유출되었다. 재해 - 2020년 태풍: 제5호 태풍 장미가 17시 경 온대 저기압으로 약화·변질되었다. 정치와 선거 - 2020년 베이루트 폭발 사고: 폭발 사고와 관련하여 하산 디아브 총리 및 내각이 총 사퇴하였다. |  |      |
| 2020년 8월 10일 (월요일) |  | 편집 |

| 2020년 8월 10일 (월요일) |  | 편집 |

| \| 2020년 8월 11일 (화요일) \| \| 편집 \|                                                                                            |  |      |
| 보건 - 코로나19 범유행 - 대한민국의 0시 기준 확진자 수가 14,660명으로 집계되었다. 전날 0시 대비 34명(국내 23, 해외유입 11)이 늘었다. |  |      |
| 2020년 8월 11일 (화요일) |  | 편집 |

| 2020년 8월 11일 (화요일) |  | 편집 |

| \| 2020년 8월 12일 (수요일) \| \| 편집 \|                                                                                            |  |      |
| 보건 - 코로나19 범유행 - 대한민국의 0시 기준 확진자 수가 14,714명으로 집계되었다. 전날 0시 대비 54명(국내 35, 해외유입 19)이 늘었다. |  |      |
| 2020년 8월 12일 (수요일) |  | 편집 |

| 2020년 8월 12일 (수요일) |  | 편집 |

| \| 2020년 8월 13일 (목요일) \| \| 편집 \| |  |      |
| 경제와 비즈니스 - 게임 개발사 에픽게임즈가 독점금지법과 관련하여 애플과 구글을 제소했다. 애플과 구글이 자사의 게임 포트나이트의 자체 결제 업데이트에 대해 각자의 앱 마켓(애플 스토어, 구글 플레이)에서 앱 삭제 조치를 취하자, 에픽게임즈 측은 과거 애플이 1984년 슈퍼볼(Super Bowl XVIII) 광고를 패러디한 영상물을 유튜브에 공개하고, 경쟁을 방해했다는 이유를 들어 캘리포니아주 북부지방법원에 제소하고, 법적 대응에 나섰다. 국제 관계 - 아랍에미리트-이스라엘 협정: 아랍에미리트와 이스라엘이 평화 협정을 체결하였다. 보건 - 코로나19 범유행 - 대한민국의 0시 기준 확진자 수가 14,770명으로 집계되었다. 전날 0시 대비 56명(국내 47, 해외유입 9)이 늘었다. |  |      |
| 2020년 8월 13일 (목요일) |  | 편집 |

| 2020년 8월 13일 (목요일) |  | 편집 |

| \| 2020년 8월 14일 (금요일) \| \| 편집 \| |  |      |
| 보건 - 코로나19 범유행 - 대한민국의 코로나19 범유행 - 대한민국의 0시 기준 확진자 수가 14,873명으로 집계되었다. 전날 0시 대비 103명(국내 85, 해외유입 18)이 늘었다. - 종교 시설을 통한 확진자 급증과 관련하여, 이재명 경기도지사는 8월 15일 부터 2주간 도내 모든 종교 시설에 대한 집합 제한 행정명령을 내렸다. 서울특별시도 행정명령을 발동, 시내 모든 종교 시설에 대하여 집합을 제한한다. 스포츠 - 모나코에서 열린 월드 애슬레틱스(IAAF) 다이아몬드 리그 남자 5000m 경기에서 조슈아 체프테게이가 12분 35초 36의 세계신기록을 작성하였다. 종전 기록은 16년 전인 2004년 6월 1일 케네니사 베켈레(에티오피아)가 작성한 12분 37초 35로, 체프테게이는 기록을 1초 99 앞당겼다. |  |      |
| 2020년 8월 14일 (금요일) |  | 편집 |

| 2020년 8월 14일 (금요일) |  | 편집 |

| \| 2020년 8월 15일 (토요일) \| \| 편집 \| |  |      |
| 군사 - 대한민국과 미국의 연례 군사 훈련인 한미연합훈련이 감염증 확진자 발생으로 인하여, 18일날로 연기되었다. 양국은 11일에서 14일 사이 사전 훈련격인 위기관리참모훈련(CMST)을 진행한 바 있으며, 이후 예정대로 진행시 8월 18일부터 22일까지, 24일부터 28일까지 각각 나흘간 두 차례에 걸쳐 진행한다. 당초 16일 시작 예정이었던 연합훈련은 감염증 유행으로 인하여 예년에 비해 대폭 축소한 규모로 진행한다. 관계당국은 밀접접촉자 등 500여 명에 대한 긴급 검사를 진행 중임을 밝혔다. 보건 - 코로나19 범유행 - 대한민국의 코로나19 범유행 - 대한민국의 0시 기준 확진자 수가 15,039명으로 집계되었다. 전날 0시 대비 166명(국내 155, 해외유입 11)이 늘었다. - 정세균 국무총리는 16일 0시부터 2주간 서울특별시와 경기도의 사회적 거리두기 수준을 1단계에서 2단계로 격상한다고 밝혔다. 이에 따라 집합·모임·행사 인원이 제한되고, 공공 다중시설의 운영이 중단되고, 스포츠 경기는 무관중 경기로 진행되는 등 방역수칙이 강화된다. 사회 - 대한민국의 제75년 광복절 경축식 행사가 동대문 디자인 플라자(DDP)에서 진행되었다. 문재인 대통령이 참석하여 축사를 하였다. 이밖에도 대한민국 전역에서 크고 작은 행사가 진행되었다. - 일본의 나루히토 천황은 태평양 전쟁 패전 75주년을 맞아 도쿄 지요다구 일본무도관(닛폰부도칸)에서 열린 전몰자 추도식에 참석, 깊은 반성과 추도의 뜻을 나타내고, 세계평화 및 자국의 발전을 기원하는 기념사를 하였다. 반면, 아베 신조 총리는 야스쿠니 신사에 공물을 보낸 것으로 알려졌으며, 이에 대하여 대한민국 외교부는 깊은 실망과 우려를 표하였다. |  |      |
| 2020년 8월 15일 (토요일) |  | 편집 |

| 2020년 8월 15일 (토요일) |  | 편집 |

| \| 2020년 8월 16일 (일요일) \| \| 편집 \| |  |      |
| 보건 - 코로나19 범유행 - 대한민국의 코로나19 범유행 - 대한민국의 0시 기준 확진자 수가 15,318명으로 집계되었다. 전날 0시 대비 279명(국내 267, 해외유입 12)이 늘었다. - 서울특별시는 자가격리 위반 및 역학조사 방해로, 성북구 소재 사랑제일교회 전광훈 목사 및 교회 관계자를 고발조치한다고 밝혔다. 서울특별시에서는 하루 새 146명(해외 유입5)이 신규 확진되었는데, 이 중 107명이 해당 교회와 관련된 것으로 알려졌다. 스포츠 - 2020년 세계 스누커 선수권 대회: 대회 결승전에서 로니 오설리번이 우승하였다. 오설리번은 카이런 윌슨을 꺾고, 대회 우승을 차지하였다. 재해 - 2020년 한국 집중호우: 대한민국 중부에서 54일간 이어진 장마가 끝났다. 가장 길고, 가장 늦게 끝난 장마이다. 최장 기간을 기록했던 2013년(49일)과, 가장 늦게 끝난 1987년 8월 10일의 기록을 모두 새롭게 썼다. |  |      |
| 2020년 8월 16일 (일요일) |  | 편집 |

| 2020년 8월 16일 (일요일) |  | 편집 |

| \| 2020년 8월 17일 (월요일) \| \| 편집 \|                                                                                             |  |      |
| 보건 - 코로나19 범유행 - 대한민국의 0시 기준 확진자 수가 15,515명으로 집계되었다. 전날 0시 대비 197명(국내 188, 해외유입 9)이 늘었다. |  |      |
| 2020년 8월 17일 (월요일) |  | 편집 |

| 2020년 8월 17일 (월요일) |  | 편집 |

| \| 2020년 8월 18일 (화요일) \| \| 편집 \| |  |      |
| 보건 - 코로나19 범유행 - 대한민국의 0시 기준 확진자 수가 15,761명으로 집계되었다. 전날 0시 대비 246명(국내 235, 해외유입 11)이 늘었다. 사건 - 2020년 말리 쿠데타 - 말리에서 쿠데타가 발발하여 대통령과 총리가 사임하는 사태가 벌어졌다. |  |      |
| 2020년 8월 18일 (화요일) |  | 편집 |

| 2020년 8월 18일 (화요일) |  | 편집 |

| \| 2020년 8월 19일 (수요일) \| \| 편집 \| |  |      |
| 과학과 기술 - 천문학자들이 백야드 월드(Backyard Worlds: Planet 9) 프로젝트 진행 과정에서 95개의 갈색왜성을 발견하였다. 보건 - 코로나19 범유행 - 대한민국의 코로나19 범유행 - 대한민국의 0시 기준 확진자 수가 16,058명으로 집계되었다. 전날 0시 대비 297명(국내 283, 해외유입 14)이 늘었다. 누적확진자 16,000명을 넘어선 가운데, 해외유입 확진자는 이 중 2,676명이다. - 경기도 파주시에서 격리 치료 중 18일(전날) 탈출·도주한 확진자가, 만 하루를 넘겨 서울특별시 서대문구 신촌동에서 검거되었다. - 8월 15일 발표에 따라 16일부터 서울·경기 지역의 사회적 거리두기 2단계 상향된데 이어, 인천광역시를 포함한 수도권 전역으로 상향 조치가 확대되었다. - 이란의 감염증 사망자 수가 20,000명을 넘어섰다. - 프랑스의 감염자 수가 하루 새 3,776명 늘며, 폐쇄 조치 이후 최고치를 기록하였다. 누적확진자 수는 225,043명으로 집계되었다. 스포츠 - 대한민국 인천광역시 문학야구장에서 열린 SK 와이번스의 홈 경기에서 SK가 한화 이글스를 상대로 26 대 6으로 승리하였다. 26점의 점수는 역대 두 번째 최다 득점 기록으로, 역대 최다 득점 기록은 1997년 5월 4일 삼성 라이온즈가 LG 트윈스로 기록한 27점(27 대 5)이다. 이번 경기 26점 득점은 SK와이번스의 구단 최다 득점 신기록이다. 정치와 선거 - 말리의 이브라임 부바카르 케이타 대통령이 사임하였다. 케이타 대통령은 2013년 당선되고, 2018년 재선에 성공한 바 있다. 이후 경제 문제 및 안보 불안 등으로 불만이 쌓여왔으며, 지난 3월 치러진 총선에 대한 부정 선거 의혹이 일었다. 6월 부터 반정부 시위가 이어진 가운데 8월 18일 군사 쿠데타가 발생하였으며, 구금 상태에서 사임의사를 밝혔다. |  |      |
| 2020년 8월 19일 (수요일) |  | 편집 |

| 2020년 8월 19일 (수요일) |  | 편집 |

| \| 2020년 8월 20일 (목요일) \| \| 편집 \| |  |      |
| - 코로나19 범유행 - 대한민국의 0시 기준 확진자 수가 16,346명으로 집계되었다. 전날 0시 대비 288명(국내 276, 해외유입 12)이 늘었다. 8월 14일부터 계속해서 세 자리 수 증가세이다. |  |      |
| 2020년 8월 20일 (목요일) |  | 편집 |

| 2020년 8월 20일 (목요일) |  | 편집 |

| \| 2020년 8월 21일 (금요일) \| \| 편집 \|                                                                                        |  |      |
| - 코로나19 범유행 - 대한민국의 0시 기준 확진자 수가 16,670명으로 집계되었다. 전날 0시 대비 324명(국내 315, 해외유입 9)이 늘었다. |  |      |
| 2020년 8월 21일 (금요일) |  | 편집 |

| 2020년 8월 21일 (금요일) |  | 편집 |

| \| 2020년 8월 22일 (토요일) \| \| 편집 \| |  |      |
| 군사 관계 - 대한민국 부산광역시에서 서훈 청와대 국가안보실장과 양제츠 중국 공산당 외교담당 정치국원이 회담을 가졌다. 시진핑 주석의 방한 및 문재인 대통령과의 정상회담 및 코로나19 범유행에 대한 대처 협력 등 여러 분야에 대해 논의한 것으로 알려졌다. 보건 - 코로나19 범유행 - 대한민국의 누적 확진자 수가 17,000명을 넘었다. 0시 기준 확진자 수가 17,002명으로 집계, 전날 0시 대비 324명(국내 315, 해외유입 17)이 늘었다. |  |      |
| 2020년 8월 22일 (토요일) |  | 편집 |

| 2020년 8월 22일 (토요일) |  | 편집 |

| \| 2020년 8월 23일 (일요일) \| \| 편집 \| |  |      |
| 보건 - 코로나19 범유행 - 대한민국의 코로나19 범유행 - 대한민국의 0시 기준 확진자 수가 17,399명으로 집계되었다. 전날 0시 대비 397명(국내 387, 해외유입 10)이 늘었다. - 사회적 거리두기가 대한민국 전역에서 2단계로 상향되었다. 8월 19일 수도권으로 확대된 데 이은 조치이다. 스포츠 - 2020년 인디애나폴리스 500 대회에서 사토 타쿠마(佐藤琢磨)가 우승하였다. 사토 타쿠마는 2017년 해당 대회에서 우승한 바 있으며, 이번이 두 번째 우승이다. |  |      |
| 2020년 8월 23일 (일요일) |  | 편집 |

| 2020년 8월 23일 (일요일) |  | 편집 |

| \| 2020년 8월 24일 (월요일) \| \| 편집 \| |  |      |
| 보건 - 코로나19 범유행 - 대한민국의 0시 기준 확진자 수가 17,665명으로 집계되었다. 전날 0시 대비 266명(국내 258, 해외유입 8)이 늘었다. 정치와 선거 - 일본의 아베 신조 총리가 24일 기준 재임 2,799일째를 맞으며, 연속재임 기록을 새롭게 썼다. 사토 에이사쿠(2,798일, 1964년~1972년 집권) 총리의 연속 재임 기록을 넘어선 것이다. 아베 총리는 2006년 9월 집권한 바 있으나, 당시 건강 문제로 1년 만에 사임한 바 있으며, 2012년 12월 26일 재집권하여, 3연임 중이다. |  |      |
| 2020년 8월 24일 (월요일) |  | 편집 |

| 2020년 8월 24일 (월요일) |  | 편집 |

| \| 2020년 8월 25일 (화요일) \| \| 편집 \|                                                                                              |  |      |
| 보건 - 코로나19 범유행 - 대한민국의 0시 기준 확진자 수가 17,945명으로 집계되었다. 전날 0시 대비 280명(국내 264, 해외유입 16)이 늘었다. |  |      |
| 2020년 8월 25일 (화요일) |  | 편집 |

| 2020년 8월 25일 (화요일) |  | 편집 |

| \| 2020년 8월 26일 (수요일) \| \| 편집 \| |  |      |
| 보건 - 코로나19 범유행 - 대한민국의 0시 기준 확진자 수가 18,265명으로 집계되었다. 전날 0시 대비 320명(국내 307, 해외유입 13)이 늘었다. 재해 - 2020년 태풍 - 제8호 태풍 바비(BAVI)가 북진하며, 대한민국 제주도 등이 영향권에 들었다. - 대한민국 기상청은 태풍 바비가 오는 27일 새벽에 북한 황해도 연안에 상륙할 것으로 예보하였다. |  |      |
| 2020년 8월 26일 (수요일) |  | 편집 |

| 2020년 8월 26일 (수요일) |  | 편집 |

| \| 2020년 8월 27일 (목요일) \| \| 편집 \| |  |      |
| 경제와 비즈니스 - 한국은행이 금융통화위원회(금통위)를 열고, 0.5% 수준인 현행 기준금리의 유지를 결정하였다. 현행 금리는 5월 28일 0.25%p 인하된 수준으로, 금통위는 7월 16일 회의에서 한 차례 유지 결정한 바 있다. 보건 - 코로나19 범유행 - 대한민국의 0시 기준 확진자 수가 18,706명으로 집계되었다. 전날 0시 대비 441명(국내 434, 해외유입 7)이 늘었다. |  |      |
| 2020년 8월 27일 (목요일) |  | 편집 |

| 2020년 8월 27일 (목요일) |  | 편집 |

| \| 2020년 8월 28일 (금요일) \| \| 편집 \| |  |      |
| 보건 - 코로나19 범유행 - 대한민국의 0시 기준 확진자 수가 19,077명으로 집계되었다. 전날 0시 대비 371명(국내 359, 해외유입 12)이 늘었다. 정치와 선거 - 아베 신조 총리가 지병인 궤양성 대장염의 재발에 따른 건강 상의 이유를 들어 사의를 표명하였다. 아베 총리는 2006년 9월, 태평양 전쟁 이후 최연소로 총리직에 올랐지만 같은 문제로 2007년 9월에 사퇴한 바 있다. 지난 8월 24일 최장 기간 연속 재임 기록을 새롭게 쓴지 나흘만으로, 오는 9월 후임자 인선이 마무리될 때까지만 재임할 예정이다. |  |      |
| 2020년 8월 28일 (금요일) |  | 편집 |

| 2020년 8월 28일 (금요일) |  | 편집 |

| \| 2020년 8월 29일 (토요일) \| \| 편집 \|                                                                                              |  |      |
| 보건 - 코로나19 범유행 - 대한민국의 0시 기준 확진자 수가 19,400명으로 집계되었다. 전날 0시 대비 323명(국내 308, 해외유입 15)이 늘었다. |  |      |
| 2020년 8월 29일 (토요일) |  | 편집 |

| 2020년 8월 29일 (토요일) |  | 편집 |

| \| 2020년 8월 30일 (일요일) \| \| 편집 \|                                                                                              |  |      |
| 보건 - 코로나19 범유행 - 대한민국의 0시 기준 확진자 수가 19,699명으로 집계되었다. 전날 0시 대비 299명(국내 283, 해외유입 16)이 늘었다. |  |      |
| 2020년 8월 30일 (일요일) |  | 편집 |

| 2020년 8월 30일 (일요일) |  | 편집 |

| \| 2020년 8월 31일 (월요일) \| \| 편집 \| |  |      |
| 보건 - 코로나19 범유행 - 대한민국의 0시 기준 확진자 수가 19,947명으로 집계되었다. 전날 0시 대비 248명(국내 238, 해외유입 10)이 늘었다. 정치와 선거 - 인도의 정치인 프라나브 무케르지가 숨졌다. 무케르지는 2012년부터 2017년까지 인도의 대통령을 지냈다. |  |      |
| 2020년 8월 31일 (월요일) |  | 편집 |

| 2020년 8월 31일 (월요일) |  | 편집 |

| <          | 2020년 8월 | 2020년 8월 | 2020년 8월  | 2020년 8월 | 2020년 8월 | >           |
| 일         | 월         | 화         | 수          | 목         | 금         | 토          |
|            |            |            |             |            |            | 1 6.12 병자 |
| 2 13 정축  | 3 14 무인  | 4 15 기묘  | 5 16 경진   | 6 17 신사  | 7 18 임오  | 8 19 계미   |
| 9 20 갑신  | 10 21 을유 | 11 22 병술 | 12 23 정해  | 13 24 무자 | 14 25 기축 | 15 26 경인  |
| 16 27 신묘 | 17 28 임진 | 18 29 계사 | 19 7.1 갑오 | 20 2 을미  | 21 3 병신  | 22 4 정유   |
| 23 5 무술  | 24 6 기해  | 25 7 경자  | 26 8 신축   | 27 9 임인  | 28 10 계묘 | 29 11 갑진  |
| 30 12 을사 | 31 13 병오 |            |             |            |            |             |

| - 2020년 - 7월 - 8월 - 9월 - 8월 9일: 벨라루스 대통령 선거 편집하기 |